# Tatort: Das Archiv
Das Archiv ist ein österreichischer Fernsehkrimi aus dem Jahr 1986. Das Drehbuch schrieb Leo Frank basierend auf dem gleichnamigen Roman, Regie führte Jochen Bauer. Als vierte von 13 Folgen der Kriminalreihe Tatort wurde er vom ORF außerhalb der offiziellen Tatort-Reihe ohne die ARD produziert und in der Erstausstrahlung nur in Österreich gesendet.

## Handlung
Der ehemalige Geheimagent Herbert Winkler wird in seiner Gartenhütte von einem Killer aufgesucht, schafft es aber, diesem zuvorzukommen und ihn zu erschießen. Er schafft die Leiche beiseite und bittet seinen alten Freund Johann „John“ Berger in New York, zu ihm nach Wien zurückzukehren, er brauche ihn, da „die“ hinter ihm her seien. Als Winkler aus dem Postamt kommt, aus dem er telefonierte, wird er aus einem vorbeifahrenden Auto heraus niedergeschossen. Hirth und Fichtl finden in Winklers Kofferraum die Leiche des Killers und ermitteln, dass Winkler früher Agent für mehrere Geheimdienste war und seinen Freund und früheren Partner Johann Berger kurz vor den Schüssen auf ihn um Hilfe gebeten hatte. Fichtl sucht den sterbenden Winkler im Krankenhaus auf, dieser kann noch aussagen, dass die Täter hinter einem Archiv des verstorbenen Ministerialrates Rosmanek her seien, das Winkler offenbar besitzt. Winkler schreibt Fichtl eine Nachricht für seinen Freund Johann auf, dieser solle das Archiv erben und zu einem „Schneberg“ gehen. Fichtl holt Berger vom Flughafen ab und überbringt diesem die Nachricht vom Tod seines Freundes. Vor den Beamten sagt Berger aus, keine Hintergründe über die Schwierigkeiten seines Freundes gekannt zu haben. Im Vorzimmer des Ministerialrats erkennt Berger die Sekretärin Margarethe Scherbler wieder, die auch bereits für Rosmanek gearbeitet hatte.
In einem Vieraugengespräch mit Hirth sagt Berger aus, dass er von einem Archiv nichts wisse, er wolle nun in Wien bleiben, um seinen toten Freund zu rächen. Hirth beobachtet anschließend Margarethe Scherbler, wie diese von einer Telefonzelle vor dem Präsidium aus telefoniert; dies kommt ihm verdächtig vor. In Winklers Wohnung stellt Berger unterdessen fest, dass sein Freund einen Schrebergarten besaß, den er von Ministerialrat Rosmanek geerbt hat und kombiniert, dass die letzte Nachricht seines Freundes auf dem Sterbebett ihn nicht zu einem „Schneberg“, sondern zu ebenjenem Schrebergarten führen soll. Er informiert zwar Hirth, fährt allerdings allein zu dem Schrebergarten, dort findet Berger die Spuren des Angriffs auf seinen Freund. Als bewaffnete Killer auftauchen, die offensichtlich nun auch Berger töten wollen, treffen Hirth und seine Kollegen ein, die Killer fliehen. Berger klärt Hirth und Fichtl darüber auf, dass sein Freund den Angreifer in Notwehr getötet hatte, vom Archiv fehlt allerdings weiterhin jede Spur. Hollocher konnte unterdessen den Halter des Wagens der Killer ermitteln, es ist Borislaw Sednitzky, Berger klärt die Beamten auf, dass dieser zunächst für die polnische Exilregierung und später für den britischen Geheimdienst MI5 arbeitete. Der Ministerialrat befragt gemeinsam mit Fichtl Graf Sednitzky, dieser gibt an, sich vor einem Monat mit Winkler getroffen zu haben, Winkler wollte ihm das Archiv verkaufen, das dieser von Rosmanek geerbt hatte. Es stammt aus der Besatzungszeit Wiens nach dem Zweiten Weltkrieg und enthielt viele Verbindungen von Geheimagenten der verschiedenen in Wien tätig gewesenen Nachrichtendienste, diese sitzen heute teilweise in hohen Positionen, wodurch die Verbindungen interessant und heute sehr teuer sind. Den Toten aus dem Kofferraum will Sednitzky nie gesehen haben, seinen Wagen habe am Vortag sein Sohn gefahren.
Berger schließt Hirth gegenüber kategorisch aus, dass sein Freund mit Sednitzky ins Geschäft kommen wollte. Scherbler trifft sich unterdessen mit ihrem Liebhaber, den sowjetischen Geheimagenten Miroslaw Slobodim und übergibt diesem Unterlagen über den Ermittlungsstand. Berger findet kurz darauf in dessen Schrebergarten das Archiv seines Freundes. Er nimmt es an sich, um seinerseits das große Geschäft zu machen und anschließend Wien wieder zu verlassen, einen Mordanschlag auf sich beim Verlassen des Schrebergartens kann er abwehren. US-Botschaftsrat Cooper vereinbart unterdessen eine Zusammenarbeit mit dem Journalisten John Bratt, um an das Archiv zu kommen. Berger kontaktiert Cooper, den er noch aus früheren Zeiten kennt und bietet ihm das Archiv an, kurz darauf wird Berger von seiner alten Bekannten, der KGB-Agentin Marscha Belzilowa kontaktiert, die ihm das Archiv ebenfalls abkaufen will. Bei einem Treffen warnt Cooper Berger, Doppelgeschäfte zu machen und verrät ihm, wie sein Freund Winkler zu Tode kam. Sednitzky hat sich eine Gruppe libanesischer Bürgerkriegsflüchtlinge als Handlanger angeheuert und diese nicht unter Kontrolle. Einer von ihnen wollte Winkler das Archiv rauben und wurde deshalb von Winkler erschossen. Der Mord an Winkler am nächsten Tag war ein Racheakt des Bruders des Toten, der ebenfalls für Sednitzky arbeitet. Berger informiert telefonisch Fichtl über den Mörder seines Freundes. Fichtl weiß, dass er diese Information nur als Gegenleistung für das Archiv erhalten haben muss und warnt Berger, doch dieser beendet das Telefonat.
Berger trifft sich abends mit Marscha Belzilowa und nimmt seine alte Liebesbeziehung zu ihr wieder auf, währenddessen nimmt die Wiener Polizei den Mörder Winklers fest. Während Hirth und Fichtl den Fall als abgeschlossen ansehen, ordnet Dr. Putner an, dass auch noch das Archiv gefunden werden muss. Berger trifft sich unterdessen mit Cooper, trotz seiner Nacht mit Marscha hat er sich entschlossen, an die Amerikaner zu verkaufen. Neben der Bezahlung verlangt Berger nach einem amerikanischen Pass, gibt Cooper allerdings zu verstehen, dass er nicht glaube, den heutigen Tag zu überleben. Er informiert Cooper auch darüber, dass Rosmaneks Sekretärin Scherbler eine KGB-Spionin ist. Nach dem Treffen ruft Berger bei Scherbler an und lässt, vorgeblich für den Ministerialrat, ausrichten, dass er mit dem von ihm gefundenen Archiv nichts zu tun haben will und die Polizei es in der nicht abgeschlossenen Gartenlaube Winklers abholen soll. Kurz darauf ruft er Sednitzky an und erzählt diesem das Gleiche, anschließend schreibt Berger seinen Abschiedsbrief. Am nächsten Morgen werden Dr. Putner und Hirth zur abgebrannten Schrebergartenhütte Winklers gerufen, dort liegt eine bis zur Unkenntlichkeit verbrannte männliche Leiche. Da auch drei Abschiedsbriefe Bergers gefunden werden, erklärt Putner trotz Hirths Zweifel die Ermittlungen für abgeschlossen. Berger trifft sich unterdessen mit Cooper in Venedig und lässt sich dort seinen amerikanischen Pass aushändigen. Er erzählt Cooper, wie er die Schießerei der beiden Agentenparteien in der Hütte angezettelt hat, das Nachsehen hatte der KGB-Agent Miroslaw Slobodim, dessen Leiche Berger vorfand. Dann zündete er die Hütte an, so dass die Behörden glauben mussten, die Leiche sei Berger und das Archiv mit verbrannt. Mit dem Geld und der neuen Identität der Amerikaner startet Berger nunmehr als „John Brown“ in ein neues Leben.

## Produktion und Besonderheiten
Das Archiv war der insgesamt sechste Tatort-Fall um Oberinspektor Hirth. Die Folge Das Archiv wurde drei Monate nach der Erstausstrahlung am 6. Juni 1986 erstmals vom Bayerischen Rundfunk in Deutschland ausgestrahlt, die zweite und letzte Ausstrahlung in Deutschland erfolgte am 18. November 1986 im Hessischen Rundfunk. Die Folge wurde in Wien, New York und Venedig gedreht. Lieselotte Plauensteiner, die Mareks langjährige Sekretärin Susi Wodak verkörperte, hat einen kurzen Auftritt als Telefonistin, das spätere Mordopfer spielt auf die ehemalige Rolle an, indem er bemerkte, dass sie doch früher woanders gearbeitet hätte.